# Madelaine Böhme
Madelaine Böhme (Plovdiv, Bulgaria, 1967) es una paleontóloga alemana y profesora de paleoclimatología en la Universidad de Tubinga.

## Biografía
Estudió en la Universidad de Minería y Tecnología de Freiberg y en la Universidad de Leipzig, donde completó su doctorado en 1997 y la habilitación en la Universidad de Múnich en 2003. En 2009 se convirtió en profesora de paleoclimatología terrestre en Tubinga.
El trabajo publicado en 2017 por un equipo que incluía a Böhme estableció que los fósiles de Graecopithecus freybergi encontrados en Grecia tenían 7,2 millones de años y que era una especie de homínido. En 2019, Böhme y su equipo fueron los primeros en describir Danuvius guggenmosi, una especie extinta de grandes simios con adaptaciones para el bipedalismo que vivió hace 11,6 millones de años.
En 2022, junto con Gerald Mayr y Thomas Lechner, Böhme describió Allgoviachen tortonica, un nuevo género y especie de ave anátida de las canteras de arcilla de Hammerschmiede en Baviera, Alemania.